# Hippasa holmerae
Hippasa holmerae är en spindelart som beskrevs av Tord Tamerlan Teodor Thorell 1895. Hippasa holmerae ingår i släktet Hippasa och familjen vargspindlar. Utöver nominatformen finns också underarten H. h. sundaica.